# Evropsko žensko prvenstvo v rokometu 2016
Evropsko žensko prvenstvo v rokometu 2016 je bilo 12. prvenstvo v rokometu, ki je potekalo med 4. in 18. decembrom 2016 na Švedskem. To je bilo drugo prvenstvo, ki ga je gostila Švedska.
Švedska je bila izbrana za gostitelja prvenstva na Kongresu Evropske rokometne federacije (EHF) v Monaku 23. junija 2012.
Norveška je osvojila svoj 7. naslov prvaka, ko je v finalu z 30–29 premagala Nizozemsko. Francija je v tekmi za tretje mesto z 25–22 premagala Dansko.

## Kvalifikacije
Šestnajst ekip sodeluje na turnirju. Švedska kot gostiteljica je na prvenstvo uvrščena neposredno. Ostalih 15 ekip pa se je moralo na prvenstvo prebiti skozi kvalifikacije.

### Kvalificirane ekipe
| Ekipa      | Kvalificirane kot               | Datum          | Prejšnji nastopi na prvenstvu                                         |
| ---------- | ------------------------------- | -------------- | --------------------------------------------------------------------- |
| Švedska    | Gostiteljica                    | 23. junij 2012 | 9 (1994, 1996, 2002, 2004, 2006, 2008, 2010, 2012, 2014)              |
| Rusija     | Skupina 6 Zmagovalka            | 12. marec 2016 | 11 (1994, 1996, 1998, 2000, 2002, 2004, 2006, 2008, 2010, 2012, 2014) |
| Francija   | Skupina 7 Zmagovalka            | 12. marec 2016 | 8 (2000, 2002, 2004, 2006, 2008, 2010, 2012, 2014)                    |
| Madžarska  | Skupina 5 Zmagovalka            | 1. junij 2016  | 11 (1994, 1996, 1998, 2000, 2002, 2004, 2006, 2008, 2010, 2012, 2014) |
| Norveška   | Skupina 1 Zmagovalka            | 1. junij 2016  | 11 (1994, 1996, 1998, 2000, 2002, 2004, 2006, 2008, 2010, 2012, 2014) |
| Romunija   | Skupina 1 Drugouvrščena         | 1. junij 2016  | 10 (1994, 1996, 1998, 2000, 2002, 2004, 2008, 2010, 2012, 2014)       |
| Srbija     | Skupina 2 Zmagovalka            | 1. junij 2016  | 8 (2000, 2002, 2004, 2006, 2008, 2010, 2012, 2014)                    |
| Češka      | Skupina 2 Drugouvrščena         | 1. junij 2016  | 4 (1994, 2002, 2004, 2012)                                            |
| Nizozemska | Skupina 3 Zmagovalka            | 1. junij 2016  | 5 (1998, 2002, 2006, 2010, 2014)                                      |
| Španija    | Skupina 3 Drugouvrščena         | 1. junij 2012  | 8 (1998, 2002, 2004, 2006, 2008, 2010, 2012, 2014)                    |
| Poljska    | Skupina 5 Drugouvrščena         | 1. junij 2016  | 4 (1996, 1998, 2006, 2014)                                            |
| Nemčija    | Skupina 7 Drugouvrščena         | 1. junij 2016  | 11 (1994, 1996, 1998, 2000, 2002, 2004, 2006, 2008, 2010, 2012, 2014) |
| Črna gora  | Skupina 4 Zmagovalka            | 2. junij 2016  | 3 (2010, 2012, 2014)                                                  |
| Danska     | Skupina 6 Drugouvrščena         | 2. junij 2016  | 11 (1994, 1996, 1998, 2000, 2002, 2004, 2006, 2008, 2010, 2012, 2014) |
| Hrvaška    | Skupina 4 Drugouvrščena         | 2. junij 2016  | 8 (1994, 1996, 2004, 2006, 2008, 2010, 2012, 2014)                    |
| Slovenija  | Najboljše tretje uvrščena ekipa | 5. junij 2016  | 4 (2002, 2004, 2006, 2010)                                            |

## Prizorišča
Prvenstvo se bo igralo v 5 mestih.
| Stockholm             | Gothenburg                    | Malmö                           | Kristianstad                       | Helsingborg                       |
| Hovet Capacity: 8,094 | Scandinavium Capacity: 12,044 | Malmö Isstadion Capacity: 5,339 | Kristianstad Arena Capacity: 4,700 | Helsingborg Arena Capacity: 4,700 |
| Skupina A             | Skupina I Izločilni del       | Skupina C                       | Skupina B                          | Skupina D Skupina II              |
|                       |                               |                                 |                                    |                                   |

### Žreb
Žreb je potekal 10. junija 2016, ob 13:00 uri v Lisebergshallen v Gothenburgu, na Švedskem. Ekipe so bile razdeljene v štiri bobnov. V vsaki izmed 4 skupin je po 4 ekip, v nadaljnje tekmovanje pa iz vsake skupine napredujejo 3 ekip.   
| Boben 1                               | Boben 2                          | Boben 3                         | Boben 4                         |
| ------------------------------------- | -------------------------------- | ------------------------------- | ------------------------------- |
| Norveška Nizozemska Švedska Črna gora | Francija Madžarska Rusija Srbija | Španija Danska Romunija Nemčija | Poljska Hrvaška Češka Slovenija |

## Sodniki
14 sodniških parov je bilo izbranih 17. junija 2016, od katerih jih bo le 12 sodilo na prvenstvu. Izmed teh je 7 parov žensk in 5 moških.
| Sodniki   | Sodniki                             |
| --------- | ----------------------------------- |
| Hrvaška   | Dalibor Jurinović Marko Mrvica      |
| Danska    | Karina Christiansen Line Hansen     |
| Madžarska | Péter Horváth Balázs Márton         |
| Litva     | Viktorija Kijauskaite Aušra Žaliene |
| Norveška  | Kjersti Arntsen Guro Røen           |
| Poljska   | Joanna Brehmer Agnieszka Skowronek  |

| Sodniki  | Sodniki                              |
| -------- | ------------------------------------ |
| Romunija | Diana-Carmen Florescu Anamaria Stoia |
| Rusija   | Victoria Alpaidze Tatyana Berezkina  |
| Srbija   | Vanja Antić Jelena Jakovljević       |
| Slovaška | Peter Brunovský Vladimír Čanda       |
| Španija  | Andreu Marín Ignacio García          |
| Švedska  | Mirza Kurtagic Mattias Wetterwik     |

## Predtekmovanje

### Skupina A
| POZ | Reprezentanca | OT | Z | N | P | DG | PG | GR  | Točke | Opombe                |
| --- | ------------- | -- | - | - | - | -- | -- | --- | ----- | --------------------- |
| 1   | Srbija        | 3  | 2 | 1 | 0 | 91 | 87 | +4  | 5     | Uvrstitev v drugi del |
| 2   | Švedska       | 3  | 1 | 1 | 1 | 78 | 74 | +4  | 3     | Uvrstitev v drugi del |
| 3   | Španija       | 3  | 1 | 0 | 2 | 72 | 68 | +4  | 2     | Uvrstitev v drugi del |
| 4   | Slovenija     | 3  | 1 | 0 | 2 | 77 | 89 | –12 | 2     |                       |

| 4. december 2016 15:15 | Srbija          | 36–34    | Slovenija | Dvorana: Hovet, Stockholm Gledalcev: 6,000 Sodnika: Arntsen, Røen |
| 4. december 2016 15:15 | Radosavljević 8 | (17–16)  | Mavsar 9  | Dvorana: Hovet, Stockholm Gledalcev: 6,000 Sodnika: Arntsen, Røen |
| 4. december 2016 15:15 | 3× 2×           | Poročilo | 3× 2×     | Dvorana: Hovet, Stockholm Gledalcev: 6,000 Sodnika: Arntsen, Røen |

| 4. december 2016 18:00 | Švedska       | 25–19    | Španija  | Dvorana: Hovet, Stockholm Gledalcev: 7,900 Sodnika: Jurinović, Mrvica |
| 4. december 2016 18:00 | Alm, Hagman 5 | (14–10)  | Martín 7 | Dvorana: Hovet, Stockholm Gledalcev: 7,900 Sodnika: Jurinović, Mrvica |
| 4. december 2016 18:00 | 3× 2×         | Poročilo | 3× 4×    | Dvorana: Hovet, Stockholm Gledalcev: 7,900 Sodnika: Jurinović, Mrvica |

| 6. december 2016 18:30 | Španija  | 23–25    | Srbija         | Dvorana: Hovet, Stockholm Gledalcev: 2,700 Sodnika: Christiansen, Hansen |
| 6. december 2016 18:30 | Martín 6 | (8–11)   | Krpež Slezak 6 | Dvorana: Hovet, Stockholm Gledalcev: 2,700 Sodnika: Christiansen, Hansen |
| 6. december 2016 18:30 | 4× 3×    | Poročilo | 3× 1×          | Dvorana: Hovet, Stockholm Gledalcev: 2,700 Sodnika: Christiansen, Hansen |

| 6. december 2016 20:45 | Slovenija | 25–23    | Švedska    | Dvorana: Hovet, Stockholm Gledalcev: 3,700 Sodnika: Florescu, Stoia |
| 6. december 2016 20:45 | Mavsar 6  | (13–13)  | Gulldén 10 | Dvorana: Hovet, Stockholm Gledalcev: 3,700 Sodnika: Florescu, Stoia |
| 6. december 2016 20:45 | 3×        | Poročilo | 3× 2×      | Dvorana: Hovet, Stockholm Gledalcev: 3,700 Sodnika: Florescu, Stoia |

| 8. december 2016 18:30 | Španija | 30–18    | Slovenija | Dvorana: Hovet, Stockholm Gledalcev: 3,100 Sodnika: Horváth, Márton |
| 8. december 2016 18:30 | Pena 6  | (14–5)   | Mavsar 5  | Dvorana: Hovet, Stockholm Gledalcev: 3,100 Sodnika: Horváth, Márton |
| 8. december 2016 18:30 | 4× 3×   | Poročilo | 5× 3×     | Dvorana: Hovet, Stockholm Gledalcev: 3,100 Sodnika: Horváth, Márton |

| 8. december 2016 20:45 | Švedska | 30–30    | Srbija        | Dvorana: Hovet, Stockholm Gledalcev: 5,200 Sodnika: Alpaidze, Berezkina |
| 8. december 2016 20:45 | Sand 8  | (15–18)  | tri igralke 5 | Dvorana: Hovet, Stockholm Gledalcev: 5,200 Sodnika: Alpaidze, Berezkina |
| 8. december 2016 20:45 | 5× 2×   | Poročilo | 4× 2×         | Dvorana: Hovet, Stockholm Gledalcev: 5,200 Sodnika: Alpaidze, Berezkina |

### Skupina B
| POZ | Reprezentanca | OT | Z | N | P | DG | PG | GR  | Točke | Opombe                |
| --- | ------------- | -- | - | - | - | -- | -- | --- | ----- | --------------------- |
| 1   | Nemčija       | 3  | 2 | 0 | 1 | 73 | 71 | +2  | 4     | Uvrstitev v drugi del |
| 2   | Francija      | 3  | 2 | 0 | 1 | 70 | 60 | +10 | 4     | Uvrstitev v drugi del |
| 3   | Nizozemska    | 3  | 2 | 0 | 1 | 75 | 68 | +7  | 4     | Uvrstitev v drugi del |
| 4   | Poljska       | 3  | 0 | 0 | 3 | 65 | 84 | –19 | 0     |                       |

| 4. december 2016 18:30 | Nizozemska       | 27–30    | Nemčija | Dvorana: Kristianstad Arena, Kristianstad Gledalcev: 2,026 Sodnika: Horváth, Márton |
| 4. december 2016 18:30 | Abbingh, Groot 5 | (14–13)  | Huber 7 | Dvorana: Kristianstad Arena, Kristianstad Gledalcev: 2,026 Sodnika: Horváth, Márton |
| 4. december 2016 18:30 | 2× 3× 1×         | Poročilo | 4× 3×   | Dvorana: Kristianstad Arena, Kristianstad Gledalcev: 2,026 Sodnika: Horváth, Márton |

| 4. december 2016 20:45 | Francija      | 31–22    | Poljska | Dvorana: Kristianstad Arena, Kristianstad Gledalcev: 1,750 Sodnika: Christiansen, Hansen |
| 4. december 2016 20:45 | tri igralke 5 | (15–9)   | Grzyb 6 | Dvorana: Kristianstad Arena, Kristianstad Gledalcev: 1,750 Sodnika: Christiansen, Hansen |
| 4. december 2016 20:45 | 5× 3×         | Poročilo | 3×      | Dvorana: Kristianstad Arena, Kristianstad Gledalcev: 1,750 Sodnika: Christiansen, Hansen |

| 6. december 2016 18:30 | Poljska  | 21–30    | Nizozemska      | Dvorana: Kristianstad Arena, Kristianstad Gledalcev: 2,105 Sodnika: Alpaidze, Berezkina |
| 6. december 2016 18:30 | Wojtas 5 | (11–14)  | Abbingh, Goos 5 | Dvorana: Kristianstad Arena, Kristianstad Gledalcev: 2,105 Sodnika: Alpaidze, Berezkina |
| 6. december 2016 18:30 | 4× 2×    | Poročilo | 4× 3×           | Dvorana: Kristianstad Arena, Kristianstad Gledalcev: 2,105 Sodnika: Alpaidze, Berezkina |

| 6. december 2016 20:45 | Nemčija | 20–22    | Francija    | Dvorana: Kristianstad Arena, Kristianstad Gledalcev: 1,805 Sodnika: Jurinović, Mrvica |
| 6. december 2016 20:45 | Huber 6 | (11–11)  | Nze Minko 5 | Dvorana: Kristianstad Arena, Kristianstad Gledalcev: 1,805 Sodnika: Jurinović, Mrvica |
| 6. december 2016 20:45 | 2× 4×   | Poročilo | 2×          | Dvorana: Kristianstad Arena, Kristianstad Gledalcev: 1,805 Sodnika: Jurinović, Mrvica |

| 8. december 2016 18:30 | Nemčija | 23–22    | Poljska  | Dvorana: Kristianstad Arena, Kristianstad Gledalcev: 1,875 Sodnika: Florescu, Stoia |
| 8. december 2016 18:30 | Huber 7 | (12–10)  | Achruk 7 | Dvorana: Kristianstad Arena, Kristianstad Gledalcev: 1,875 Sodnika: Florescu, Stoia |
| 8. december 2016 18:30 | 3× 2×   | Poročilo | 1× 3×    | Dvorana: Kristianstad Arena, Kristianstad Gledalcev: 1,875 Sodnika: Florescu, Stoia |

| 8. december 2016 20:45 | Nizozemska | 18–17    | Francija    | Dvorana: Kristianstad Arena, Kristianstad Gledalcev: 1,730 Sodnika: Arntsen, Røen |
| 8. december 2016 20:45 | Visser 5   | (7–12)   | Nze Minko 5 | Dvorana: Kristianstad Arena, Kristianstad Gledalcev: 1,730 Sodnika: Arntsen, Røen |
| 8. december 2016 20:45 | 2× 1×      | Poročilo | 3×          | Dvorana: Kristianstad Arena, Kristianstad Gledalcev: 1,730 Sodnika: Arntsen, Røen |

### Skupina C
| POZ | Reprezentanca | OT | Z | N | P | DG | PG | GR | Točke | Opombe                |
| --- | ------------- | -- | - | - | - | -- | -- | -- | ----- | --------------------- |
| 1   | Danska        | 3  | 3 | 0 | 0 | 78 | 69 | +9 | 6     | Uvrstitev v drugi del |
| 2   | Češka         | 3  | 1 | 0 | 2 | 83 | 83 | 0  | 2     | Uvrstitev v drugi del |
| 3   | Madžarska     | 3  | 1 | 0 | 2 | 62 | 64 | –2 | 2     | Uvrstitev v drugi del |
| 4   | Črna gora     | 3  | 1 | 0 | 2 | 63 | 70 | –7 | 2     |                       |

| 5. december 2016 18:30 | Madžarska | 22–27    | Češka           | Dvorana: Malmö Isstadion, Malmö Gledalcev: 753 Sodnika: Kijauskaite, Žaliene |
| 5. december 2016 18:30 | Kovács 7  | (10–13)  | Hrbková, Malá 5 | Dvorana: Malmö Isstadion, Malmö Gledalcev: 753 Sodnika: Kijauskaite, Žaliene |
| 5. december 2016 18:30 | 5× 2×     | Poročilo | 3×              | Dvorana: Malmö Isstadion, Malmö Gledalcev: 753 Sodnika: Kijauskaite, Žaliene |

| 5. december 2016 20:45 | Črna gora  | 21–22    | Danska      | Dvorana: Malmö Isstadion, Malmö Gledalcev: 1,674 Sodnika: Brunovský, Čanda |
| 5. december 2016 20:45 | Knežević 7 | (11–14)  | Jørgensen 9 | Dvorana: Malmö Isstadion, Malmö Gledalcev: 1,674 Sodnika: Brunovský, Čanda |
| 5. december 2016 20:45 | 3× 2×      | Poročilo | 2× 3×       | Dvorana: Malmö Isstadion, Malmö Gledalcev: 1,674 Sodnika: Brunovský, Čanda |

| 7. december 2016 18:30 | Češka     | 27–28    | Črna gora              | Dvorana: Malmö Isstadion, Malmö Gledalcev: 654 Sodnika: Kurtagic, Wetterwik |
| 7. december 2016 18:30 | Hrbková 6 | (12–13)  | Jauković, Mehmedović 7 | Dvorana: Malmö Isstadion, Malmö Gledalcev: 654 Sodnika: Kurtagic, Wetterwik |
| 7. december 2016 18:30 | 3×        | Poročilo | 7× 3×                  | Dvorana: Malmö Isstadion, Malmö Gledalcev: 654 Sodnika: Kurtagic, Wetterwik |

| 7. december 2016 20:45 | Danska      | 23–19    | Madžarska | Dvorana: Malmö Isstadion, Malmö Gledalcev: 1,946 Sodnika: Brehmer, Skowronek |
| 7. december 2016 20:45 | Jørgensen 5 | (12–10)  | Görbicz 6 | Dvorana: Malmö Isstadion, Malmö Gledalcev: 1,946 Sodnika: Brehmer, Skowronek |
| 7. december 2016 20:45 | 5× 3×       | Poročilo | 3× 4×     | Dvorana: Malmö Isstadion, Malmö Gledalcev: 1,946 Sodnika: Brehmer, Skowronek |

| 9. december 2016 18:30 | Črna gora       | 14–21    | Madžarska | Dvorana: Malmö Isstadion, Malmö Gledalcev: 1,279 Sodnika: Marín, García |
| 9. december 2016 18:30 | štiri igralke 2 | (6–11)   | Görbicz 5 | Dvorana: Malmö Isstadion, Malmö Gledalcev: 1,279 Sodnika: Marín, García |
| 9. december 2016 18:30 | 2× 3×           | Poročilo | 2× 3×     | Dvorana: Malmö Isstadion, Malmö Gledalcev: 1,279 Sodnika: Marín, García |

| 9. december 2016 20:45 | Danska      | 33–29    | Češka     | Dvorana: Malmö Isstadion, Malmö Gledalcev: 3,124 Sodnika: Antić, Jakovljević |
| 9. december 2016 20:45 | Jørgensen 9 | (13–17)  | Růčková 7 | Dvorana: Malmö Isstadion, Malmö Gledalcev: 3,124 Sodnika: Antić, Jakovljević |
| 9. december 2016 20:45 | 7× 3×       | Poročilo | 5× 4×     | Dvorana: Malmö Isstadion, Malmö Gledalcev: 3,124 Sodnika: Antić, Jakovljević |

### Skupina D
| POZ | Reprezentanca | OT | Z | N | P | DG | PG | GR  | Točke | Opombe                |
| --- | ------------- | -- | - | - | - | -- | -- | --- | ----- | --------------------- |
| 1   | Norveška      | 3  | 3 | 0 | 0 | 80 | 58 | +22 | 6     | Uvrstitev v drugi del |
| 2   | Romunija      | 3  | 2 | 0 | 1 | 74 | 66 | +8  | 4     | Uvrstitev v drugi del |
| 3   | Rusija        | 3  | 1 | 0 | 2 | 70 | 71 | –1  | 2     | Uvrstitev v drugi del |
| 4   | Hrvaška       | 3  | 0 | 0 | 3 | 68 | 97 | –29 | 0     |                       |

| 5. december 2016 18:30 | Rusija                       | 32–26    | Hrvaška   | Dvorana: Helsingborg Arena, Helsingborg Gledalcev: 2,571 Sodnika: Marín, García |
| 5. december 2016 18:30 | Bobrovnikova, Zhilinskayte 6 | (16–13)  | Penezić 8 | Dvorana: Helsingborg Arena, Helsingborg Gledalcev: 2,571 Sodnika: Marín, García |
| 5. december 2016 18:30 | 6× 2×                        | Poročilo | 9× 4×     | Dvorana: Helsingborg Arena, Helsingborg Gledalcev: 2,571 Sodnika: Marín, García |

| 5. december 2016 20:45 | Norveška | 23–21    | Romunija | Dvorana: Helsingborg Arena, Helsingborg Gledalcev: 1,278 Sodnika: Brehmer, Skowronek |
| 5. december 2016 20:45 | Mørk 7   | (13–11)  | Neagu 6  | Dvorana: Helsingborg Arena, Helsingborg Gledalcev: 1,278 Sodnika: Brehmer, Skowronek |
| 5. december 2016 20:45 | 6× 3×    | Poročilo | 4× 3×    | Dvorana: Helsingborg Arena, Helsingborg Gledalcev: 1,278 Sodnika: Brehmer, Skowronek |

| 7. december 2016 18:30 | Romunija          | 22–17    | Rusija     | Dvorana: Helsingborg Arena, Helsingborg Gledalcev: 1,279 Sodnika: Antić, Jakovljević |
| 7. december 2016 18:30 | Buceschi, Neagu 7 | (11–9)   | Postnova 4 | Dvorana: Helsingborg Arena, Helsingborg Gledalcev: 1,279 Sodnika: Antić, Jakovljević |
| 7. december 2016 18:30 | 4× 3×             | Poročilo | 2×         | Dvorana: Helsingborg Arena, Helsingborg Gledalcev: 1,279 Sodnika: Antić, Jakovljević |

| 7. december 2016 20:45 | Hrvaška   | 16–34    | Norveška   | Dvorana: Helsingborg Arena, Helsingborg Gledalcev: 1,375 Sodnika: Kijauskaite, Žaliene |
| 7. december 2016 20:45 | Penezić 4 | (9–15)   | Frafjord 6 | Dvorana: Helsingborg Arena, Helsingborg Gledalcev: 1,375 Sodnika: Kijauskaite, Žaliene |
| 7. december 2016 20:45 | 6× 2× 1×  | Poročilo | 5× 3×      | Dvorana: Helsingborg Arena, Helsingborg Gledalcev: 1,375 Sodnika: Kijauskaite, Žaliene |

| 9. december 2016 18:30 | Romunija | 31–26    | Hrvaška   | Dvorana: Helsingborg Arena, Helsingborg Gledalcev: 2,435 Sodnika: Kurtagic, Wetterwik |
| 9. december 2016 18:30 | Neagu 10 | (15–13)  | Penezić 8 | Dvorana: Helsingborg Arena, Helsingborg Gledalcev: 2,435 Sodnika: Kurtagic, Wetterwik |
| 9. december 2016 18:30 | 7× 4×    | Poročilo | 5× 2×     | Dvorana: Helsingborg Arena, Helsingborg Gledalcev: 2,435 Sodnika: Kurtagic, Wetterwik |

| 9. december 2016 20:45 | Norveška            | 23–21   | Rusija        | Dvorana: Helsingborg Arena, Helsingborg Gledalcev: 2,493 Sodnika: Brunovský, Čanda |
| 9. december 2016 20:45 | Kristiansen, Mørk 5 | (11–11) | tri igralke 3 | Dvorana: Helsingborg Arena, Helsingborg Gledalcev: 2,493 Sodnika: Brunovský, Čanda |
| 9. december 2016 20:45 | 3× 2×               |         | 3× 2×         | Dvorana: Helsingborg Arena, Helsingborg Gledalcev: 2,493 Sodnika: Brunovský, Čanda |

## Drugi del

### Skupina I
| POZ | Reprezentanca | OT | Z | N | P | DG  | PG  | GR  | Točke | Opombe                |
| --- | ------------- | -- | - | - | - | --- | --- | --- | ----- | --------------------- |
| 1   | Nizozemska    | 5  | 4 | 0 | 1 | 142 | 128 | +14 | 8     | Uvrstitev v polfinale |
| 2   | Francija      | 5  | 4 | 0 | 1 | 111 | 100 | +11 | 8     | Uvrstitev v polfinale |
| 3   | Nemčija       | 5  | 3 | 1 | 1 | 124 | 110 | +14 | 7     | Tekma za peto mesto   |
| 4   | Švedska       | 5  | 1 | 1 | 3 | 126 | 131 | –5  | 3     |                       |
| 5   | Srbija        | 5  | 1 | 1 | 3 | 122 | 142 | –20 | 3     |                       |
| 6   | Španija       | 5  | 0 | 1 | 4 | 108 | 122 | –14 | 1     |                       |

| 10. december 2016 16:15 | Nemčija     | 19–26    | Srbija            | Dvorana: Scandinavium, Gothenburg Gledalcev: 4,212 Sodnika: Horváth, Márton |
| 10. december 2016 16:15 | Georgijev 7 | (10–14)  | Huber, Hubinger 4 | Dvorana: Scandinavium, Gothenburg Gledalcev: 4,212 Sodnika: Horváth, Márton |
| 10. december 2016 16:15 | 6× 3×       | Poročilo | 9× 2×             | Dvorana: Scandinavium, Gothenburg Gledalcev: 4,212 Sodnika: Horváth, Márton |

| 10. december 2016 18:30 | Švedska   | 30–33    | Nizozemska | Dvorana: Scandinavium, Gothenburg Gledalcev: 6,102 Sodnika: Jurinović, Mrvica |
| 10. december 2016 18:30 | Gulldén 8 | (13–14)  | Groot 7    | Dvorana: Scandinavium, Gothenburg Gledalcev: 6,102 Sodnika: Jurinović, Mrvica |
| 10. december 2016 18:30 | 4× 2×     | Poročilo | 6× 3× 1×   | Dvorana: Scandinavium, Gothenburg Gledalcev: 6,102 Sodnika: Jurinović, Mrvica |

| 10. december 2016 20:45 | Španija | 22–23    | Francija | Dvorana: Scandinavium, Gothenburg Gledalcev: 3,702 Sodnika: Christiansen, Hansen |
| 10. december 2016 20:45 | Pena 5  | (14–10)  | Pineau 9 | Dvorana: Scandinavium, Gothenburg Gledalcev: 3,702 Sodnika: Christiansen, Hansen |
| 10. december 2016 20:45 | 6× 4×   | Poročilo | 2×       | Dvorana: Scandinavium, Gothenburg Gledalcev: 3,702 Sodnika: Christiansen, Hansen |

| 12. december 2016 16:15 | Španija | 20–20    | Nemčija    | Dvorana: Scandinavium, Gothenburg Gledalcev: 1,697 Sodnika: Arntsen, Røen |
| 12. december 2016 16:15 | Pena 7  | (12–9)   | Hubinger 5 | Dvorana: Scandinavium, Gothenburg Gledalcev: 1,697 Sodnika: Arntsen, Røen |
| 12. december 2016 16:15 | 2× 3×   | Poročilo | 3× 4×      | Dvorana: Scandinavium, Gothenburg Gledalcev: 1,697 Sodnika: Arntsen, Røen |

| 12. december 2016 18:30 | Srbija        | 27–35    | Nizozemska       | Dvorana: Scandinavium, Gothenburg Gledalcev: 3,663 Sodnika: Florescu, Stoia |
| 12. december 2016 18:30 | Stoiljković 8 | (12–17)  | Abbingh, Broch 6 | Dvorana: Scandinavium, Gothenburg Gledalcev: 3,663 Sodnika: Florescu, Stoia |
| 12. december 2016 18:30 | 2× 3×         | Poročilo | 4× 2×            | Dvorana: Scandinavium, Gothenburg Gledalcev: 3,663 Sodnika: Florescu, Stoia |

| 12. december 2016 20:45 | Švedska   | 19–21    | Francija    | Dvorana: Scandinavium, Gothenburg Gledalcev: 5,279 Sodnika: Alpaidze, Berezkina |
| 12. december 2016 20:45 | Roberts 5 | (10–12)  | Nze Minko 6 | Dvorana: Scandinavium, Gothenburg Gledalcev: 5,279 Sodnika: Alpaidze, Berezkina |
| 12. december 2016 20:45 | 2× 3×     | Poročilo | 4× 2×       | Dvorana: Scandinavium, Gothenburg Gledalcev: 5,279 Sodnika: Alpaidze, Berezkina |

| 14. december 2016 16:15 | Španija  | 24–29    | Nizozemska | Dvorana: Scandinavium, Gothenburg Gledalcev: 1,896 Sodnika: Horváth, Márton |
| 14. december 2016 16:15 | Martín 6 | (13–15)  | Polman 10  | Dvorana: Scandinavium, Gothenburg Gledalcev: 1,896 Sodnika: Horváth, Márton |
| 14. december 2016 16:15 | 4× 3×    | Poročilo | 4× 2×      | Dvorana: Scandinavium, Gothenburg Gledalcev: 1,896 Sodnika: Horváth, Márton |

| 14. december 2016 18:30 | Švedska       | 22–28    | Nemčija | Dvorana: Scandinavium, Gothenburg Gledalcev: 5,031 Sodnika: Brunovský, Čanda |
| 14. december 2016 18:30 | Hagman, Alm 4 | (9–12)   | Bölk 5  | Dvorana: Scandinavium, Gothenburg Gledalcev: 5,031 Sodnika: Brunovský, Čanda |
| 14. december 2016 18:30 | 3× 1×         | Poročilo | 2×      | Dvorana: Scandinavium, Gothenburg Gledalcev: 5,031 Sodnika: Brunovský, Čanda |

| 14. december 2016 20:45 | Srbija        | 21–28    | Francija            | Dvorana: Scandinavium, Gothenburg Gledalcev: 2,243 Sodnika: Christiansen, Hansen |
| 14. december 2016 20:45 | Stoiljković 6 | (12–15)  | Ayglon, Nze Minko 6 | Dvorana: Scandinavium, Gothenburg Gledalcev: 2,243 Sodnika: Christiansen, Hansen |
| 14. december 2016 20:45 | 3×            | Poročilo | 3× 2×               | Dvorana: Scandinavium, Gothenburg Gledalcev: 2,243 Sodnika: Christiansen, Hansen |

### Skupina II
| POZ | Reprezentanca | OT | Z | N | P | DG  | PG  | GR  | Točke | Opombe                |
| --- | ------------- | -- | - | - | - | --- | --- | --- | ----- | --------------------- |
| 1   | Norveška      | 5  | 5 | 0 | 0 | 127 | 109 | +18 | 10    | Uvrstitev v polfinale |
| 2   | Danska        | 5  | 3 | 1 | 1 | 123 | 113 | +10 | 7     | Uvrstitev v polfinale |
| 3   | Romunija      | 5  | 3 | 0 | 2 | 119 | 110 | +9  | 6     | Tekma za peto mesto   |
| 4   | Rusija        | 5  | 1 | 2 | 2 | 116 | 121 | –5  | 4     |                       |
| 5   | Češka         | 5  | 1 | 0 | 4 | 132 | 146 | –14 | 2     |                       |
| 6   | Madžarska     | 5  | 0 | 1 | 4 | 111 | 129 | –18 | 1     |                       |

| 11. december 2016 16:15 | Češka     | 24–26    | Rusija | Dvorana: Helsingborg Arena, Helsingborg Gledalcev: 1,021 Sodnika: Brehmer, Skowronek |
| 11. december 2016 16:15 | Růčková 5 | (12–14)  | Sen 4  | Dvorana: Helsingborg Arena, Helsingborg Gledalcev: 1,021 Sodnika: Brehmer, Skowronek |
| 11. december 2016 16:15 | 2×        | Poročilo | 1× 3×  | Dvorana: Helsingborg Arena, Helsingborg Gledalcev: 1,021 Sodnika: Brehmer, Skowronek |

| 11. december 2016 18:30 | Madžarska   | 21–29    | Romunija | Dvorana: Helsingborg Arena, Helsingborg Gledalcev: 2,236 Sodnika: Brunovský, Čanda |
| 11. december 2016 18:30 | 4 igralke 3 | (9–15)   | Neagu 10 | Dvorana: Helsingborg Arena, Helsingborg Gledalcev: 2,236 Sodnika: Brunovský, Čanda |
| 11. december 2016 18:30 | 3×          | Poročilo | 3×       | Dvorana: Helsingborg Arena, Helsingborg Gledalcev: 2,236 Sodnika: Brunovský, Čanda |

| 11. december 2016 20:45 | Danska        | 20–22    | Norveška | Dvorana: Helsingborg Arena, Helsingborg Gledalcev: 2,553 Sodnika: Marín, García |
| 11. december 2016 20:45 | tri igralke 4 | (9–14)   | Mørk 5   | Dvorana: Helsingborg Arena, Helsingborg Gledalcev: 2,553 Sodnika: Marín, García |
| 11. december 2016 20:45 | 3× 2×         | Poročilo | 3× 2×    | Dvorana: Helsingborg Arena, Helsingborg Gledalcev: 2,553 Sodnika: Marín, García |

| 13. december 2016 16:15 | Češka      | 28–30    | Romunija | Dvorana: Helsingborg Arena, Helsingborg Gledalcev: 773 Sodnika: Kijauskaite, Žaliene |
| 13. december 2016 16:15 | Luzumová 7 | (14–17)  | Neagu 10 | Dvorana: Helsingborg Arena, Helsingborg Gledalcev: 773 Sodnika: Kijauskaite, Žaliene |
| 13. december 2016 16:15 | 5× 4×      | Poročilo | 4× 3×    | Dvorana: Helsingborg Arena, Helsingborg Gledalcev: 773 Sodnika: Kijauskaite, Žaliene |

| 13. december 2016 18:30 | Madžarska         | 23–24    | Norveška | Dvorana: Helsingborg Arena, Helsingborg Gledalcev: 1,402 Sodnika: Jurinović, Mrvica |
| 13. december 2016 18:30 | Görbicz, Kovács 5 | (9–11)   | Mørk 6   | Dvorana: Helsingborg Arena, Helsingborg Gledalcev: 1,402 Sodnika: Jurinović, Mrvica |
| 13. december 2016 18:30 | 3× 2×             | Poročilo | 3×       | Dvorana: Helsingborg Arena, Helsingborg Gledalcev: 1,402 Sodnika: Jurinović, Mrvica |

| 13. december 2016 20:45 | Danska      | 26–26    | Rusija     | Dvorana: Helsingborg Arena, Helsingborg Gledalcev: 1,672 Sodnika: Antić, Jakovljević |
| 13. december 2016 20:45 | Jørgensen 7 | (13–11)  | Sudakova 6 | Dvorana: Helsingborg Arena, Helsingborg Gledalcev: 1,672 Sodnika: Antić, Jakovljević |
| 13. december 2016 20:45 | 4× 3×       | Poročilo | 4×         | Dvorana: Helsingborg Arena, Helsingborg Gledalcev: 1,672 Sodnika: Antić, Jakovljević |

| 14. december 2016 16:15 | Madžarska | 26–26    | Rusija      | Dvorana: Helsingborg Arena, Helsingborg Gledalcev: 732 Sodnika: Kurtagic, Wetterwik |
| 14. december 2016 16:15 | Kovács 6  | (14–13)  | Dmitrieva 7 | Dvorana: Helsingborg Arena, Helsingborg Gledalcev: 732 Sodnika: Kurtagic, Wetterwik |
| 14. december 2016 16:15 | 4× 3×     | Poročilo | 5× 2× 1×    | Dvorana: Helsingborg Arena, Helsingborg Gledalcev: 732 Sodnika: Kurtagic, Wetterwik |

| 14. december 2016 18:30 | Danska   | 21–17    | Romunija   | Dvorana: Helsingborg Arena, Helsingborg Gledalcev: 1,582 Sodnika: Marín, García |
| 14. december 2016 18:30 | Hansen 9 | (12–10)  | Buceschi 4 | Dvorana: Helsingborg Arena, Helsingborg Gledalcev: 1,582 Sodnika: Marín, García |
| 14. december 2016 18:30 | 7× 3× 1× | Poročilo | 3×         | Dvorana: Helsingborg Arena, Helsingborg Gledalcev: 1,582 Sodnika: Marín, García |

| 14. december 2016 20:45 | Češka     | 24–35    | Norveška | Dvorana: Helsingborg Arena, Helsingborg Gledalcev: 853 Sodnika: Brehmer, Skowronek |
| 14. december 2016 20:45 | Hrbková 7 | (17–18)  | Mørk 6   | Dvorana: Helsingborg Arena, Helsingborg Gledalcev: 853 Sodnika: Brehmer, Skowronek |
| 14. december 2016 20:45 | 1× 2×     | Poročilo | 1× 3×    | Dvorana: Helsingborg Arena, Helsingborg Gledalcev: 853 Sodnika: Brehmer, Skowronek |

## Izločilni del
|  | Polfinale    | Polfinale    |    |              | Finale       | Finale |
|  |              |              |    |              |              |        |
|  | 16. december |              |    |              |              |        |
|  | Nizozemska   | 26           |    |              |              |        |
|  | Danska       | 22           |    |              |              |        |
|  |              |              |    |              |              |        |
|  |              |              |    |              | 18. december |        |
|  |              |              |    |              | Nizozemska   | 29     |
|  |              | Norveška     | 30 |              |              |        |
|  |              |              |    |              |              |        |
|  |              |              |    |              |              |        |
|  |              |              |    |              | Tretje mesto |        |
|  | 16. december | 16. december |    | 18. december | 18. december |        |
|  | Francija     | 16           |    | Danska       | 22           |        |
|  | Norveška     | 20           |    |              | Francija     | 25     |

### Polfinale
| 16. december 2016 18:15 | Nizozemska | 26–22    | Danska      | Dvorana: Scandinavium, Gothenburg Gledalcev: 9,853 Sodnika: Brunovský, Čanda |
| 16. december 2016 18:15 | Polman 7   | (13–13)  | Jørgensen 6 | Dvorana: Scandinavium, Gothenburg Gledalcev: 9,853 Sodnika: Brunovský, Čanda |
| 16. december 2016 18:15 | 2×         | Poročilo | 3×          | Dvorana: Scandinavium, Gothenburg Gledalcev: 9,853 Sodnika: Brunovský, Čanda |

| 16. december 2016 20:45 | Norveška    | 16–20    | Francija | Dvorana: Scandinavium, Gothenburg Gledalcev: 9,908 Sodnika: Jurinović, Mrvica |
| 16. december 2016 20:45 | Lacrabère 6 | (9–11)   | Mørk 7   | Dvorana: Scandinavium, Gothenburg Gledalcev: 9,908 Sodnika: Jurinović, Mrvica |
| 16. december 2016 20:45 | 1× 2×       | Poročilo | 4× 3×    | Dvorana: Scandinavium, Gothenburg Gledalcev: 9,908 Sodnika: Jurinović, Mrvica |

### Tekma za peto mesto
| 16. december 2016 15:45 | Nemčija | 22–23    | Romunija | Dvorana: Scandinavium, Gothenburg Gledalcev: 2,210 Sodnika: Arntsen, Røen |
| 16. december 2016 15:45 | Huber 5 | (11–11)  | Zamfir 6 | Dvorana: Scandinavium, Gothenburg Gledalcev: 2,210 Sodnika: Arntsen, Røen |
| 16. december 2016 15:45 | 2× 3×   | Poročilo | 2×       | Dvorana: Scandinavium, Gothenburg Gledalcev: 2,210 Sodnika: Arntsen, Røen |

### Tekma za tretje mesto
| 18. december 2016 15:30 | Danska      | 22–25    | Francija    | Dvorana: Scandinavium, Gothenburg Gledalcev: 8,391 Sodnika: Florescu, Stoia |
| 18. december 2016 15:30 | Jørgensen 6 | (9–14)   | Nze Minko 5 | Dvorana: Scandinavium, Gothenburg Gledalcev: 8,391 Sodnika: Florescu, Stoia |
| 18. december 2016 15:30 | 4× 2× 1×    | Poročilo | 3× 2×       | Dvorana: Scandinavium, Gothenburg Gledalcev: 8,391 Sodnika: Florescu, Stoia |

### Finale
| 18. december 2016 18:00 | Nizozemska | 29–30    | Norveška | Dvorana: Scandinavium, Gothenburg Gledalcev: 11,037 Sodnika: Alpaidze, Berezkina |
| 18. december 2016 18:00 | Snelder 6  | (15–15)  | Mørk 12  | Dvorana: Scandinavium, Gothenburg Gledalcev: 11,037 Sodnika: Alpaidze, Berezkina |
| 18. december 2016 18:00 | 2× 3×      | Poročilo | 2×       | Dvorana: Scandinavium, Gothenburg Gledalcev: 11,037 Sodnika: Alpaidze, Berezkina |

## Končne uvrstitve
|  | Kvalificirane na Svetovno žensko prvenstvo 2017 |

| Rank | Team       |
| ---- | ---------- |
|      | Norveška   |
|      | Nizozemska |
|      | Francija   |
| 4    | Danska     |
| 5    | Romunija   |
| 6    | Nemčija    |
| 7    | Rusija     |
| 8    | Švedska    |
| 9    | Srbija     |
| 10   | Češka      |
| 11   | Španija    |
| 12   | Madžarska  |
| 13   | Črna gora  |
| 14   | Slovenija  |
| 15   | Poljska    |
| 16   | Hrvaška    |

## Statistika

### Ekipa prvenstva in ostale nagrade
Ekipa prvenstva in ostale nagrade so bile objavljene 18. decembra 2016.
| Position                   | Player                      |
| -------------------------- | --------------------------- |
| Vratarka                   | Sandra Toft Galsgaard (DEN) |
| Levo krilo                 | Camilla Herrem (NOR)        |
| Levi zunanji               | Cristina Neagu (ROU)        |
| Srednji zunanji            | Nycke Groot (NED)           |
| Desni zunanji              | Nora Mørk (NOR)             |
| Desno krilo                | Carmen Martín (ESP)         |
| Krožna napadalka           | Yvette Broch (NED)          |
| Najboljša obrambna igralka | Béatrice Edwige (FRA)       |
| Igralka prvenstva          | Nycke Groot (NED)           |

| #  | Igralka             | Ekipa        | Zadetki | Streli | %  |
| -- | ------------------- | ------------ | ------- | ------ | -- |
| 1  | Nora Mørk           | Norveška     | 53      | 95     | 56 |
| 2  | Stine Jørgensen     | Danska       | 47      | 81     | 58 |
| 3  | Cristina Neagu      | Romunija     | 46      | 89     | 52 |
| 4  | Estavana Polman     | Nizozemska   | 39      | 68     | 57 |
| 5  | Svenja Huber        | Nemčija      | 35      | 58     | 60 |
| 5  | Nycke Groot         | Nizozemska   | 35      | 53     | 66 |
| 5  | Estelle Nze Minko   | Francija     | 35      | 59     | 59 |
| 8  | Isabelle Gulldén    | Švedska      | 31      | 58     | 53 |
| 8  | Alexandra Lacrabère | Predloga:Hbw | 31      | 59     | 53 |
| 10 | Michaela Hrbková    | Češka        | 30      | 56     | 54 |

| #  | Igralka               | Ekipa      | %  | Obrambe | Streli |
| -- | --------------------- | ---------- | -- | ------- | ------ |
| 1  | Victoriya Kalinina    | Rusija     | 41 | 39      | 96     |
| 1  | Silje Solberg         | Norveška   | 41 | 68      | 164    |
| 3  | Amandine Leynaud      | Francija   | 40 | 41      | 102    |
| 4  | Laura Glauser         | Francija   | 39 | 66      | 169    |
| 4  | Silvia Navarro        | Španija    | 39 | 64      | 164    |
| 6  | Denisa Dedu           | Romunija   | 38 | 56      | 146    |
| 7  | Sandra Toft Galsgaard | Danska     | 35 | 85      | 244    |
| 7  | Kari Aalvik Grimsbø   | Norveška   | 35 | 39      | 113    |
| 7  | Clara Woltering       | Nemčija    | 35 | 76      | 217    |
| 10 | Johanna Bundsen       | Švedska    | 34 | 47      | 138    |
| 10 | Tess Wester           | Nizozemska | 34 | 95      | 281    |